# Isocirrus yungi
Isocirrus yungi är en ringmaskart som beskrevs av Gravier 1911. Isocirrus yungi ingår i släktet Isocirrus och familjen Maldanidae. Inga underarter finns listade i Catalogue of Life.